# Resclosa antimarejada
Una resclosa antimarejada és una resclosa a un riu o canal que serveix a protegir les zones inundables contra les marejades. És una obra d'enginyeria hidràulica molt comuna a la costa atlàntica europea, sotmesa a grans moviments de marea.
En temps normals, la resclosa queda sempre oberta a fi de deixar el pas a les embarcacions, els peixos migratoris i de la marea normal, que és necessari per a protegir els biòtops típics de les ribes inundables per l'aigua salabrosa. En tancar el riu prop de la desembocadura, quan la meteorologia l'imposa, es permet de reduir considerablement la longitud i l'alçada dels dics darrere la resclosa antimarejada. Si cal garantir el pas d'embarcacions en temps de marejades, ha de ser doblada per una resclosa a dues portes. Per a ser eficaços, és indispensable que avall de la resclosa, hi ha zones inundables que poden rebre l'excés d'aigua.

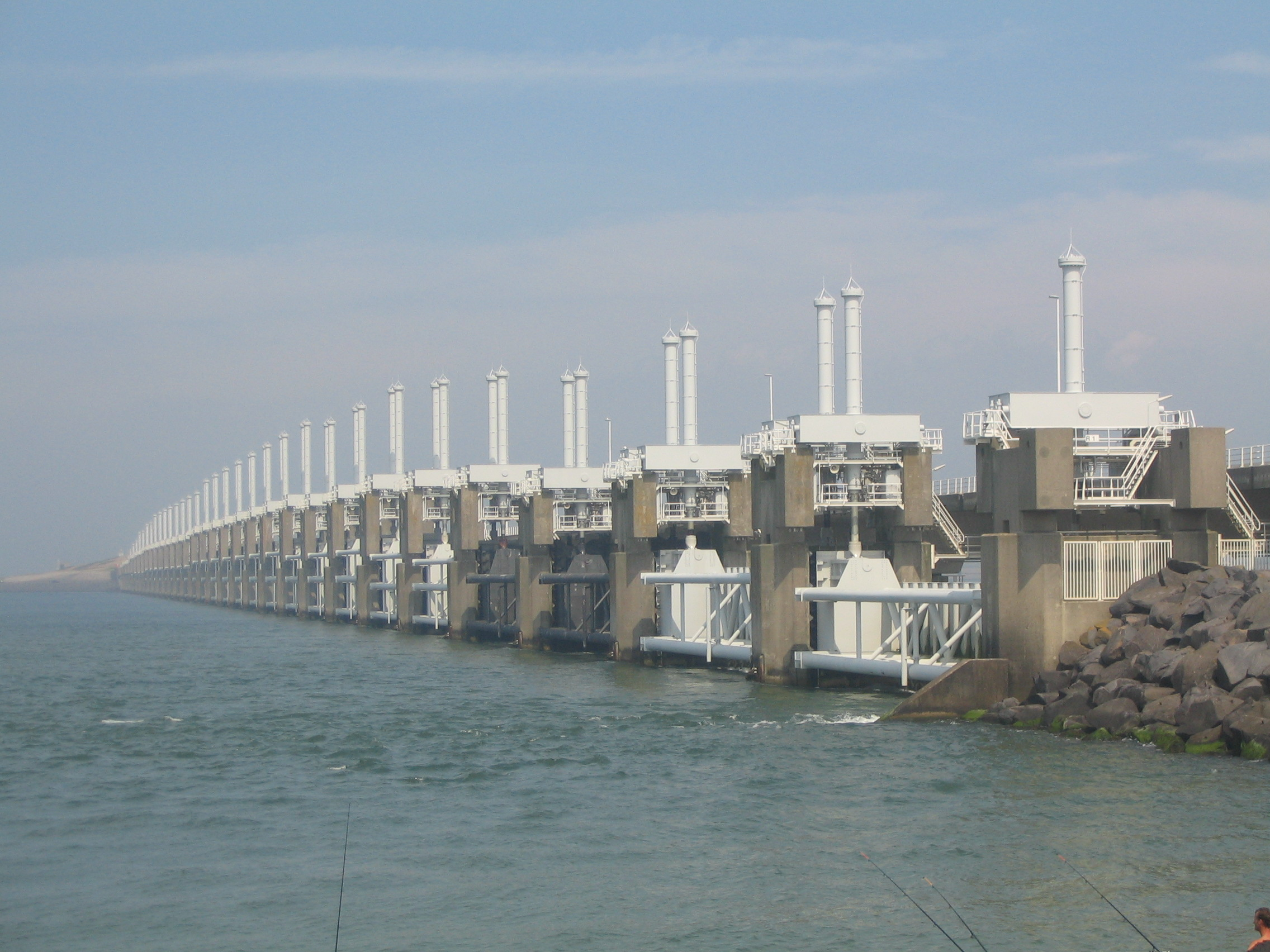
Resclosa antimarejada a l'Escalda oriental als Països Baixos
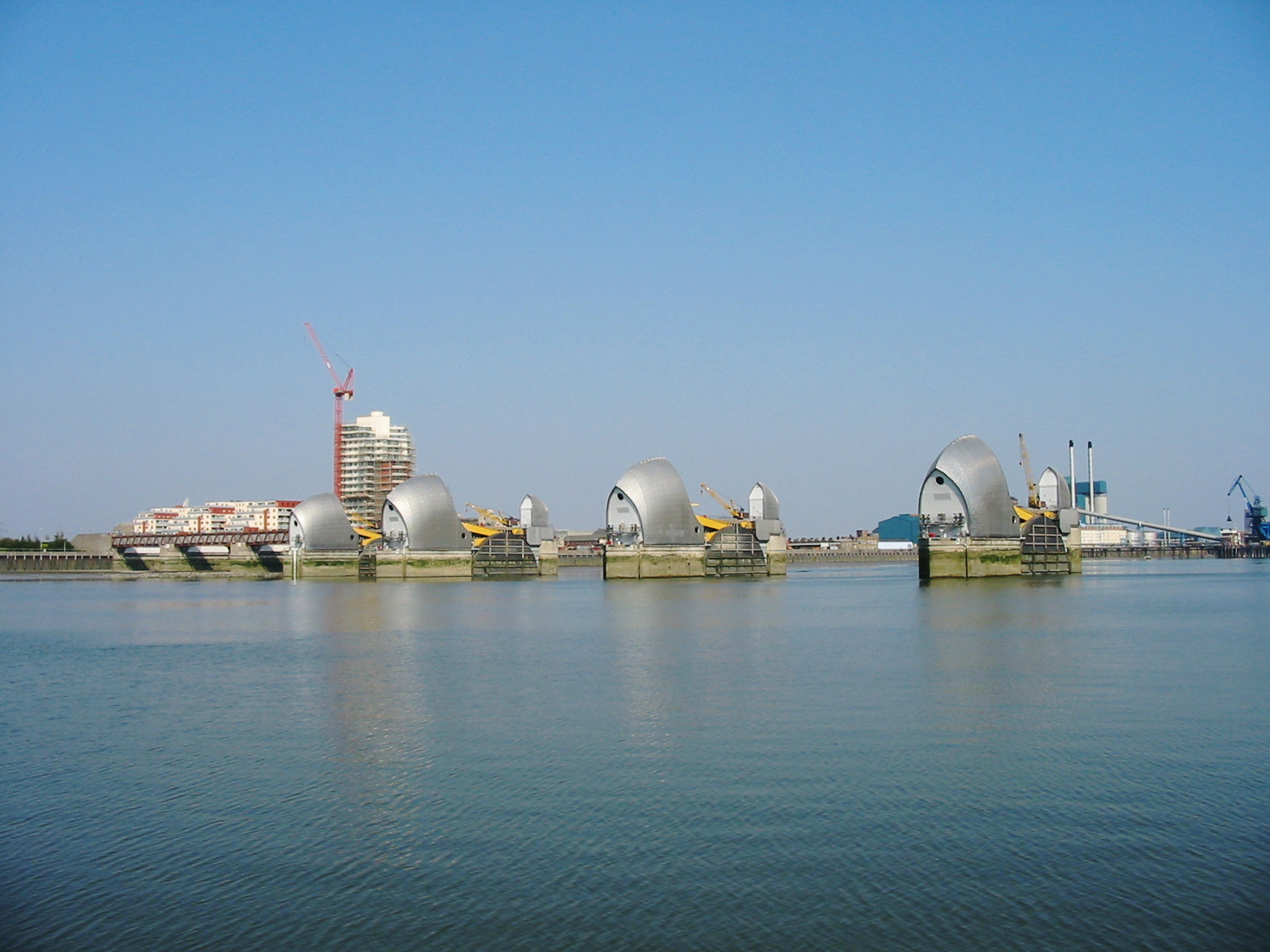
El Thames Barrier al Tàmesi a Londres
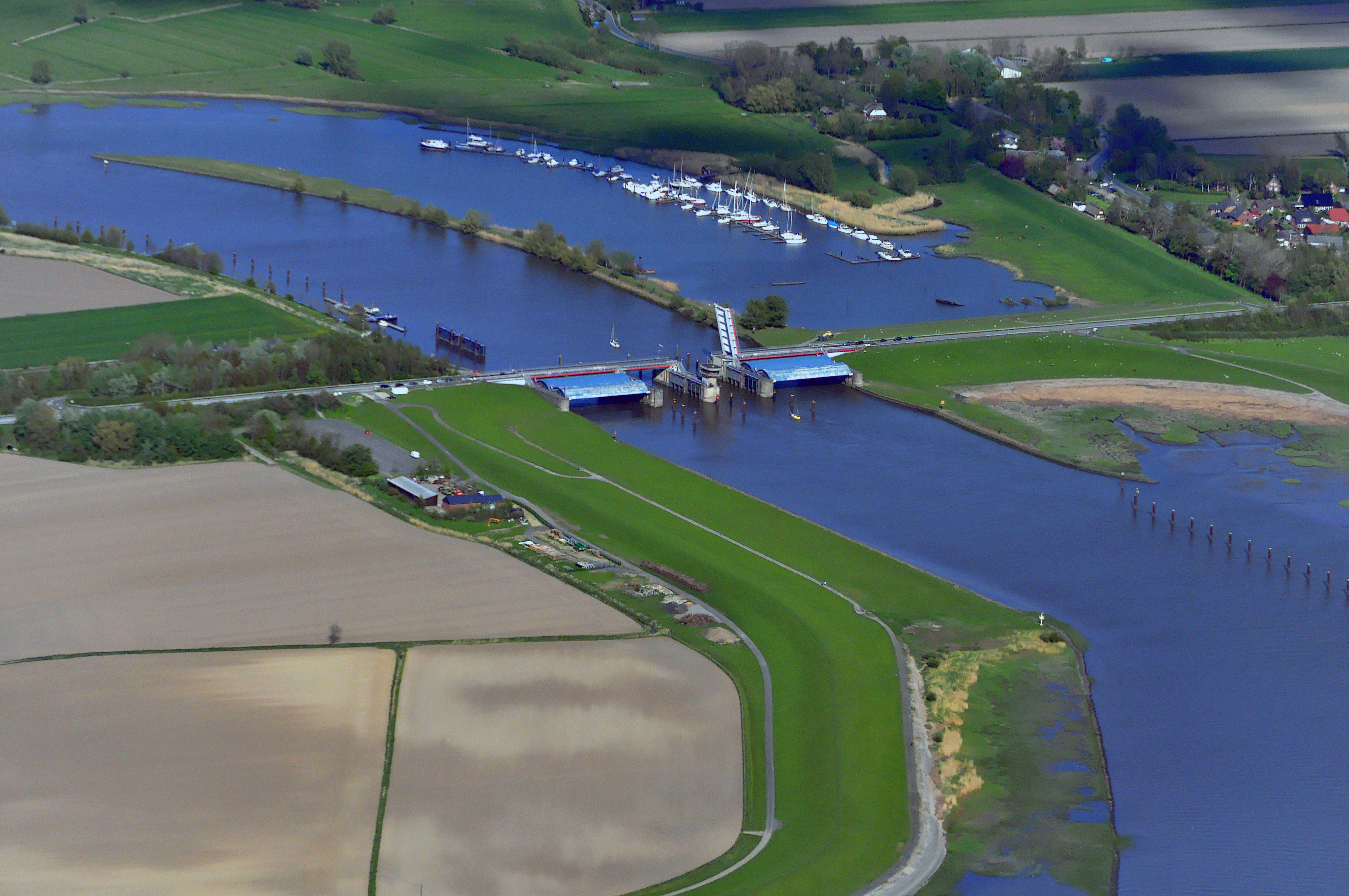
La resclosa a la desembocadura de l'Stör
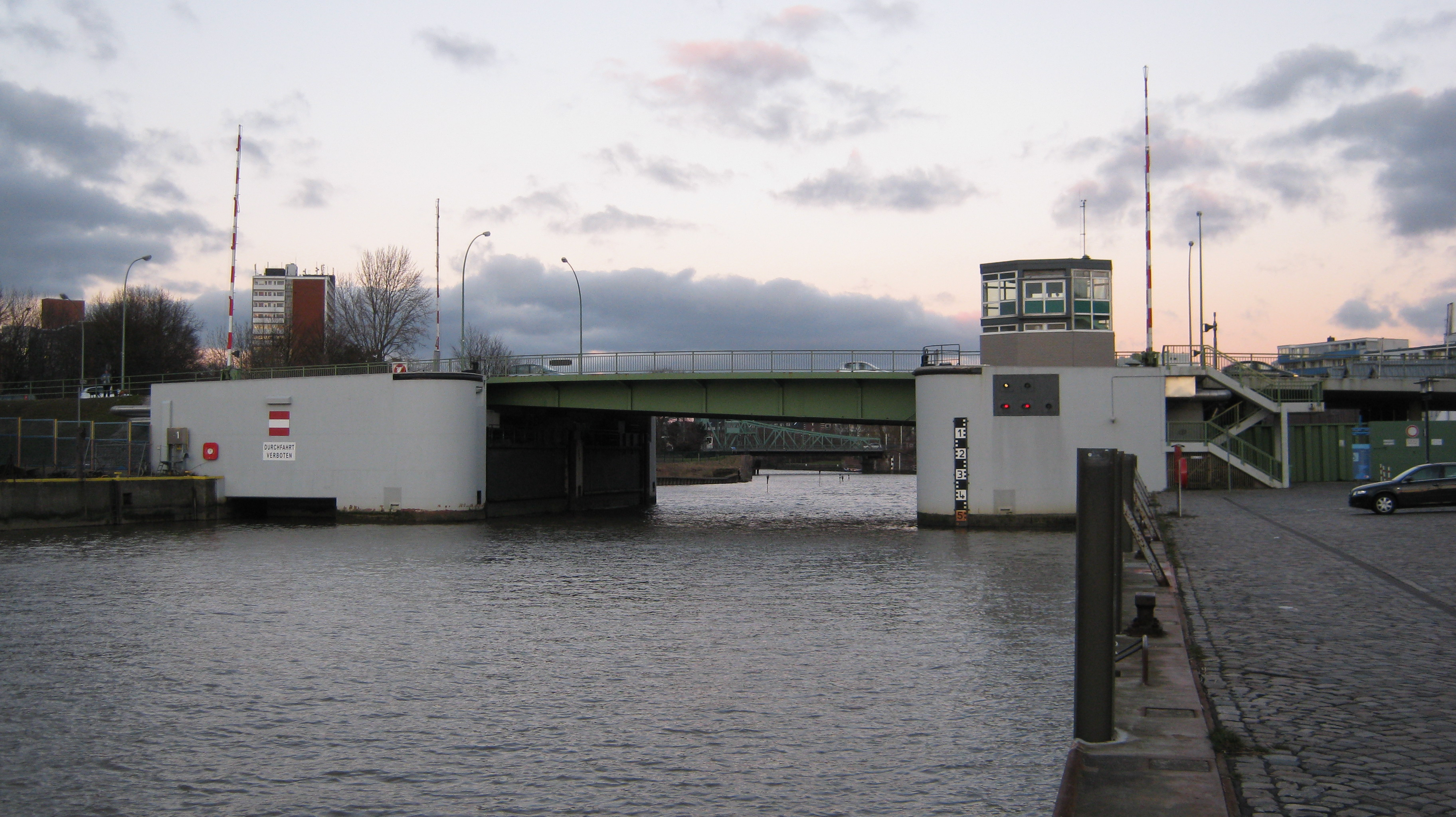
Pont Kennedy i resclosa antimarejada al Geeste a Bremerhaven